# Fräkentjärnen (Malå socken, Lappland, 723439-165350)
Fräkentjärnen är en sjö i Malå kommun i Lappland och ingår i Skellefteälvens huvudavrinningsområde.